# Меркулаєвка
Меркулаєвка (рос. Меркулаевка) — селище Майкопського району Адигеї Росії. Входить до складу Даховського сільського поселення.
Населення — 57 осіб (2015 рік).